# Slowenische Badmintonmeisterschaft 2017
Die Slowenische Badmintonmeisterschaft 2017 fand vom 4. bis zum 5. Februar 2017 im Športna dvorana in Medvode statt.

## Medaillengewinner
| Disziplin    | Gold                         | Silber                     | Bronze                           |
| ------------ | ---------------------------- | -------------------------- | -------------------------------- |
| Herreneinzel | Matevž Bajuk                 | Miha Šepec jr.             | Andraž Krapež                    |
| Herreneinzel | Matevž Bajuk                 | Miha Šepec jr.             | Miha Ivanič                      |
| Dameneinzel  | Kaja Stanković               | Ana Marija Šetina          | Tina Kodrič                      |
| Dameneinzel  | Kaja Stanković               | Ana Marija Šetina          | Petra Polanc                     |
| Herrendoppel | Miha Ivanič Andraž Krapež    | Aljoša Turk Urban Turk     | Dani Klančar Klemen Lesničar     |
| Herrendoppel | Miha Ivanič Andraž Krapež    | Aljoša Turk Urban Turk     | Matevž Bajuk Mitja Šemrov        |
| Damendoppel  | Iza Šalehar Lia Šalehar      | Ema Cizelj Nastja Stovanje | Ana Marija Šetina Kaja Stanković |
| Damendoppel  | Iza Šalehar Lia Šalehar      | Ema Cizelj Nastja Stovanje | Nika Koncut Sabina Magyar        |
| Mixed        | Urban Turk Ana Marija Šetina | Miha Ivanič Nika Arih      | Domen Laznik Nastja Stovanje     |
| Mixed        | Urban Turk Ana Marija Šetina | Miha Ivanič Nika Arih      | Aljoša Turk Ema Cizelj           |